# Emilio Azcárraga Jean

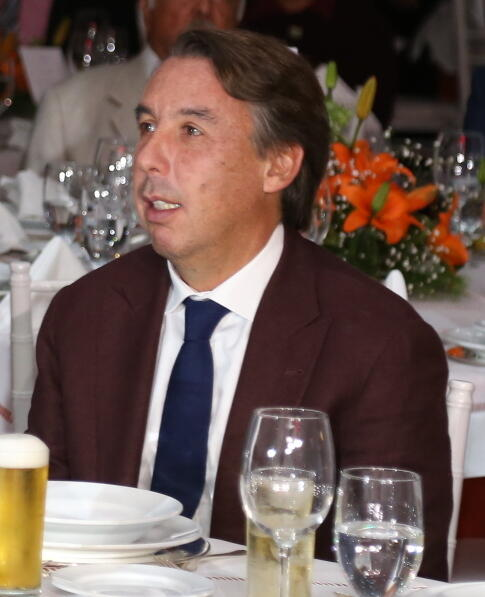
Emilio Azcárraga Jean (2016)

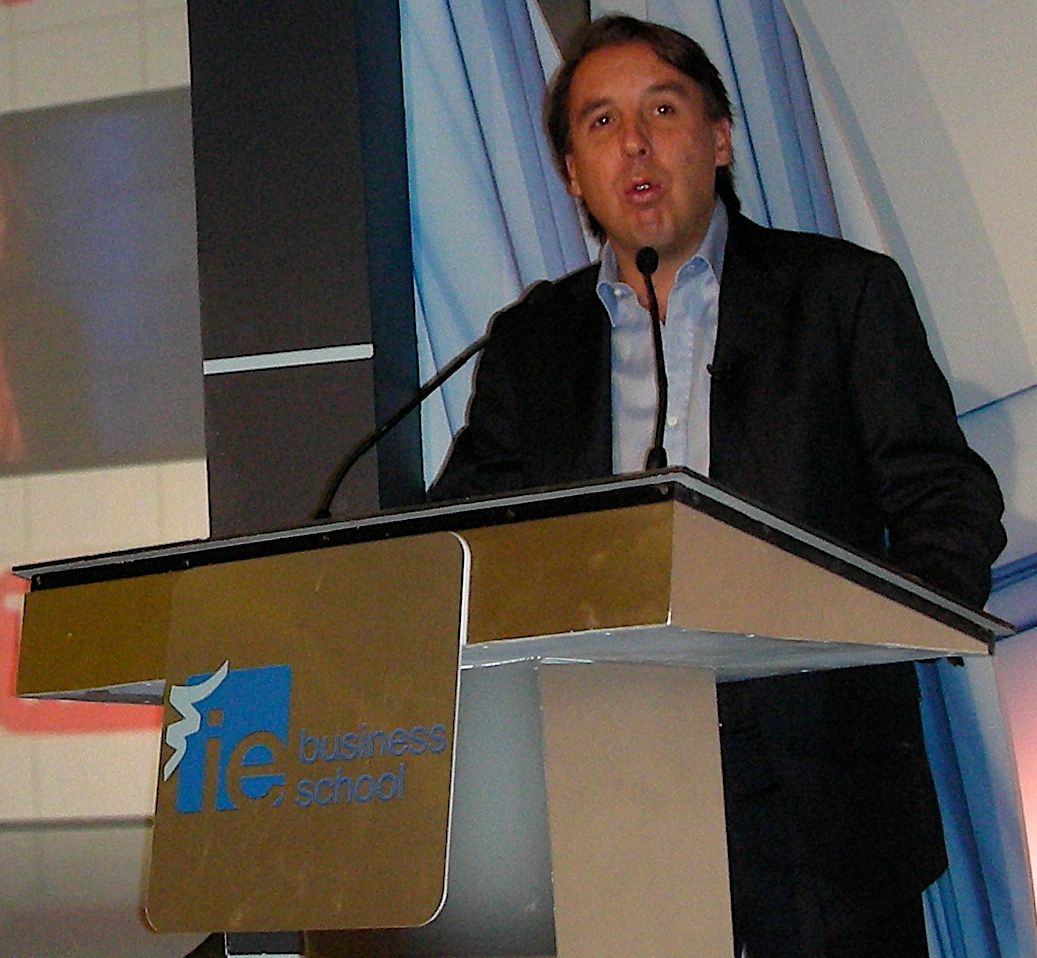
Emilio Azcárraga Jean (2008)

Emilio Fernando Azcárraga Jean (* 21. Februar 1968 in Mexiko-Stadt) ist ein mexikanischer Unternehmer.

## Leben
Azcárraga Jean ist der Sohn von Emilio Azcárraga Milmo und dessen dritter Frau, der Französin Nadine Jean. Nach dem Tod seines Vaters im Jahr 1997 wurde Azcárraga Jean im Alter von 29 Jahren Chief Executive Officer von Televisa und Hauptaktionär der größten Medien-Unternehmensgruppe Lateinamerikas. 2018, nach zwanzig Jahren, trat er, auf Grund von rückläufigem Umsatz, Bestechung und nachgewiesener Geldwäsche, ab. Er blieb jedoch Vorstandsvorsitzender.
Azcárraga Jean ist einer der reichsten Geschäftsleute Lateinamerikas. Sein Vermögen wurde 2022 vom Forbes Magazine auf 1,2 Mrd. US-Dollar geschätzt. Er war auch bis 2007 im Vorstand der von Carlos Slim kontrollierten der mexikanischen Telefongesellschaft Teléfonos de Mexico. Weiterhin gehört er den Vorständen der spanischsprachigen US-Mediengruppe Univision und der mexikanischen Grupo Financiero Banamex an. Außerdem ist er Besitzer des Fußballvereins Club América und des Aztekenstadions in Mexiko-Stadt.
Ende 1999 heiratete Azcárraga Jean die mexikanische Künstlerin Alejandra de Cima Aldrete, die sich jedoch, nachdem bei ihr Krebs diagnostiziert wurde, von Azcárraga Jean 2002 scheiden ließ. Er heiratete im Februar 2004 die mexikanische Journalistin Sharon Fastlicht Kurian. Das Ehepaar hat drei Kinder.

## Familie Azcárraga
Die Familie Azcárraga, deren Mitglied Azcárraga Jean ist, ist eine der bedeutendsten Unternehmerfamilien Mexikos. Die Brüder Raúl und Emilio Azcárraga Vidaurreta (Azcárraga Jeans Großvater) gründeten zwischen den 1920er und den 1940er Jahren Radiosender, aus denen später Televisa hervorging. Raúl starb kinderlos, Emilio erhielt seine Anteile, die Emilio Azcárraga Milmo (Azcárraga Jeans Vater) erbte.
Ein weiteres Mitglied der Familie (ein Cousin von Emilio Azcárraga Milmo) war Gastón Azcárraga, der die Fluggesellschaft Mexicana de Aviación gründete.

## Kritik
Nachdem Gewerkschaften verwehrten Zugang zur Baustelle des für die FIFA-Weltmeisterschaft 2026 beabsichtigten Aztekenstadions kritisierten, verwies die FIFA auf die Verantwortlichkeit Azcárraga Jeans als Eigentümer des Stadions.